# 2006年中華民國直轄市市長暨市議員選舉
2006年中華民國直轄市市長暨市議員選舉是中華民國的直轄市（台北市及高雄市）之市長及市議員進行全面改選的選舉。該次選舉訂於12月9日投票。在此之前，候選人使出渾身解數，希望集中選票，謀求勝選。本次是繼2005年縣市長選舉後的第二次全國性選舉，被視為陳水扁第二任期的第二輪信任投票以及2008年總統大選前哨戰。最後中國國民黨及民主進步黨分別保住各自執政的北高兩市。

## 概論
各直轄市之市長選舉當選者及次高票者之名單：
| 直轄市 | 當選者（登記政黨）    | 次高票者（登記政黨）  |
| ------ | --------------------- | --------------------- |
| 臺北市 | 郝龍斌（ 中國國民黨） | 謝長廷（ 民主進步黨） |
| 高雄市 | 陳菊（ 民主進步黨）   | 黃俊英（ 中國國民黨） |

各直轄市之市議員選舉席次：
| 政黨           | 臺北市 | 高雄市 |
| -------------- | ------ | ------ |
| 中國國民黨     | 24席   | 17席   |
| 民主進步黨     | 18席   | 15席   |
| 親民黨         | 2席    | 4席    |
| 新黨           | 4席    | 0席    |
| 台灣團結聯盟   | 2席    | 1席    |
| 臺灣建國聯盟   | -      | 0席    |
| 臺灣綠黨       | 0席    | -      |
| 保護臺灣大聯盟 | -      | 0席    |
| 中國民眾黨     | 0席    | -      |
| 無黨團結聯盟   | 0席    | -      |
| 無黨籍         | 2席    | 7席    |

## 臺北市

### 政黨初選

#### 中國國民黨
在最初有意參選市長的即有立委李慶安（3月21日棄選並支持葉金川）、立委蔣孝嚴、立委丁守中、立委蔡正元、葉金川等人。最後只餘下葉金川、郝龍斌以及丁守中三人角逐，而郝龍斌則在民調之中呼聲最高，葉金川次之，丁守中最低。
葉金川為當時台北市副市長，被外界視為馬團隊人士之一。而郝龍斌則曾為新黨立委、新黨主席，在2001年曾入閣成為環保署長，在2003年底因行政院院會中，堅持「民意不能凌駕專業」為由辭職，後任紅十字會秘書長，在新黨的支持下回到國民黨參與爭取台北市長提名。
葉金川在5月7日，向馬英九募得8,888元捐款，並作大張旗鼓宣傳。同時刊出了一幅質疑郝龍斌的文宣。以「與其等民進黨來攻擊，不如現在先檢驗自己」為題，暗諷對手郝龍斌。
葉金川的平面廣告中，以「想一想，哪個比較ㄏㄠˇ打」為主題，採自電玩《快打旋風》的集氣絕招畫面，上方為卡通版葉金川，以「市政專業」、「清廉奉獻」及「始終如一」一擊打敗民進黨參選人。下方則為民進黨參選人以「丁守中暗諷超級政治明星爸爸」、「民進黨指稱拉法葉弊案」及「李敖批評政治變色龍」等連環攻擊，發向面露驚訝表情的郝龍斌，承接辯論會上對郝龍斌政治忠誠度的質疑，不言而喻。葉幕僚李哲華表示，這篇由後援會設計的文宣，是為了反映基層對其他參選人的普遍疑慮；初選是民主機制，一切都可攤在陽光下供公眾檢驗，且以幽默漫畫方式呈現給市民參考，並不是負面文宣，因此堅持不攻擊的葉金川也願意接納。
馬英九對台北市泛藍選民的影響力極大，而馬深知自己的影響力，因此他會一再言明力守中立，不但是因為黨主席的敏感身分，也在於擔心會影響到選舉的公平性。他一再指示，黨中央應保持中立。儘管馬英九的胞姊馬以南力挺葉金川，但馬英九強調是家人支持，對於外界一再傳言馬英九支持葉金川一事，馬也一概否認並強調自己是維持中立。但8,888元的募款及葉金川的廣告使馬英九不得不作出處理，他不希望8,888元成為助選的工具，但葉陣營大張旗鼓地宣傳，再次宣傳了「葉金川是馬英九授意的接班人」之形象。
結果馬英九亦各捐8,888元給其他候選人，在輿論強大壓力下，馬英九從國外打電話給國民黨秘書長詹春柏，要求從嚴處理負面文宣。黨務系統亦於翌天立即對葉金川這一只負面文宣發出書面告誡。在受了這一次事件的影響後不久，葉金川宣布退選。
因此國民黨真正的參與初選到底的人只有郝龍斌和丁守中兩人，丁守中曾任多屆立法委員，岳父是前聯勤總司令溫哈熊，而郝龍斌父親為前參謀總長郝柏村。郝丁二人在各方面條件與形象都接近，唯一不同的是丁守中一直都是國民黨黨員，丁守中也以此最為主打，得到許多國民黨基層支持。初選結果在黨員票部分，丁守中（10,731票）大勝郝龍斌（6,411票），台北市12區除中正區外全部領先，不過民調部分丁則輸郝龍斌不少，最後加權計算後，郝龍斌勝出獲得國民黨的提名參選。

#### 民主進步黨
由於在去年的縣市長選舉大敗，而台北市傳統上又是泛藍佔優勢（民進黨在台北市的選舉從未獲得過半選票，1994年陳水扁當選是由於藍軍的趙少康分裂造成），所以民進黨內乏人問津。只有前立委沈富雄表態有意參選。反之，高層的佈局則希望由前行政院長、前高雄市長、出身臺北市大同區大稻埕的謝長廷能夠披掛上陣，但謝長廷則無意參與初選，只願被黨中央徵召。
沈富雄有意參選台北市長是公開的秘密，不過沈素來在民進黨內人緣不佳，常被形容為「孤鳥」，形象與發言也一直不受泛綠死忠選民的認同。民進黨不少基層也表示不願意為沈輔選，也認為沈沒有辦法拉抬民進黨市議員的選情。因此民進黨對沈冷嘲熱諷，黨中央沒有像上屆支持李應元參選的聲勢；台北市黨部主委黃慶林甚至違反黨務中立，多次在媒體放話反對沈參選。在民進黨黨內初選提名的最後一天，沈富雄在高層壓力下宣布退選。
但在提名的最後期限前，民進黨台北縣立委、前台北縣長尤清突然宣選參與初選，但台北市黨部以證件不符規定退件，使尤清未能參與初選。雖初有雜音，但在高層勸阻之下，尤清也宣布退出選舉。
謝長廷本對參與台北市長選舉意興闌珊，但發生趙建銘事件後謝改變態度，結果民進黨徵召謝參選台北市長。

#### 其他政黨及人選
在這次的台北市長選舉中，臺灣團結聯盟周玉蔻、親民黨主席宋楚瑜、名作家李敖也於2006年10月宣佈參選，以及之後帶著3000多公斤硬幣、相當於200萬元當保證金的柯賜海，台北市長形成六人參選的場面。
台灣團結聯盟有鑑於日本小泉純一郎在國會改選中採用「刺客兵團」的方式取得不錯成績，而提名具高知名度的媒體人周玉蔻參選，由於台聯是小黨，取得台北市長的機會不大，提名市長候選人主要是考量有助市議員的選情。
親民黨主席宋楚瑜，自2005年縣市長選舉，親民黨在基隆、台中市失敗後，想藉著民進黨聲望日漸下降的情況下，參選台北市長，一來可以維持日漸減少的政治舞台，二來可以找到一個進退得當的據點。甚至傳向國民黨喊話，如禮讓親民黨，則親民黨於2008年支持馬英九選總統。宋楚瑜勤跑台北市拜訪基層，參選意願明確。10月，宋楚瑜正式宣布參選北市長，並宣稱自己將「超然於黨派」，不代表親民黨參選，且宣布主席一職請假，親民黨主席之職由副主席張昭雄暫代。宋還說道，此次「是他政治生命的最後一戰」、「封刀之作」、「只做一任」等。
至於李敖也於10月宣佈參選，他說道，他不是在分裂泛藍，他是在打綠的行政院長與綠的環保署長。這兩人的參選，為泛藍的選情，增添了不少變數。
柯賜海素有「抗議天王」之稱，曾多次參與選舉，在2005年參選花蓮縣長時，更拿下超過兩萬張選票，出乎所有人的意料。

### 候選人與競選過程
中國國民黨提名的郝龍斌，以「城市競爭，台北看郝」為選戰主軸，並且希望泛藍選民將選票集中，實行棄保。而現任親民黨主席，卻以無黨籍身分參選的宋楚瑜，自認是「生命中的最後一役」，以「行動市長」為選戰主軸，並積極攻打郝龍斌，提出「宋進北市府，馬進總統府」的說法，但卻不討喜。
民主進步黨提名的謝長廷，以「2020奧運在台北」為選戰主軸，並於11月提出「若輸宋楚瑜一票，則退黨倒扁」的宣傳。至於台灣團結聯盟提名的周玉蔻，在11月因為其倒扁立場（支持第三次總統罷免案）以及指控謝長廷「搓圓仔湯」（以「三條件」交換周玉蔻退選）等行為而被台聯開除黨籍；獲知消息的第一時間，周玉蔻宣佈「參選到底」。
民調則普遍看好郝龍斌，而謝長廷及宋楚瑜民調相對較低，其他參選人的支持度則不明顯。12月選前一週，謝長廷爆料「馬宋密會」，事後馬英九承認有這回事，但只談及選後國親如何合作而已，並沒有觸及是次選舉的事務，但宋楚瑜亦已提出告訴。而謝長廷及宋楚瑜兩陣營則不斷釋出國民黨棄郝保宋的訊息，但馬英九則以行動來表現力挺郝龍斌到底的決心。

### 選舉結果

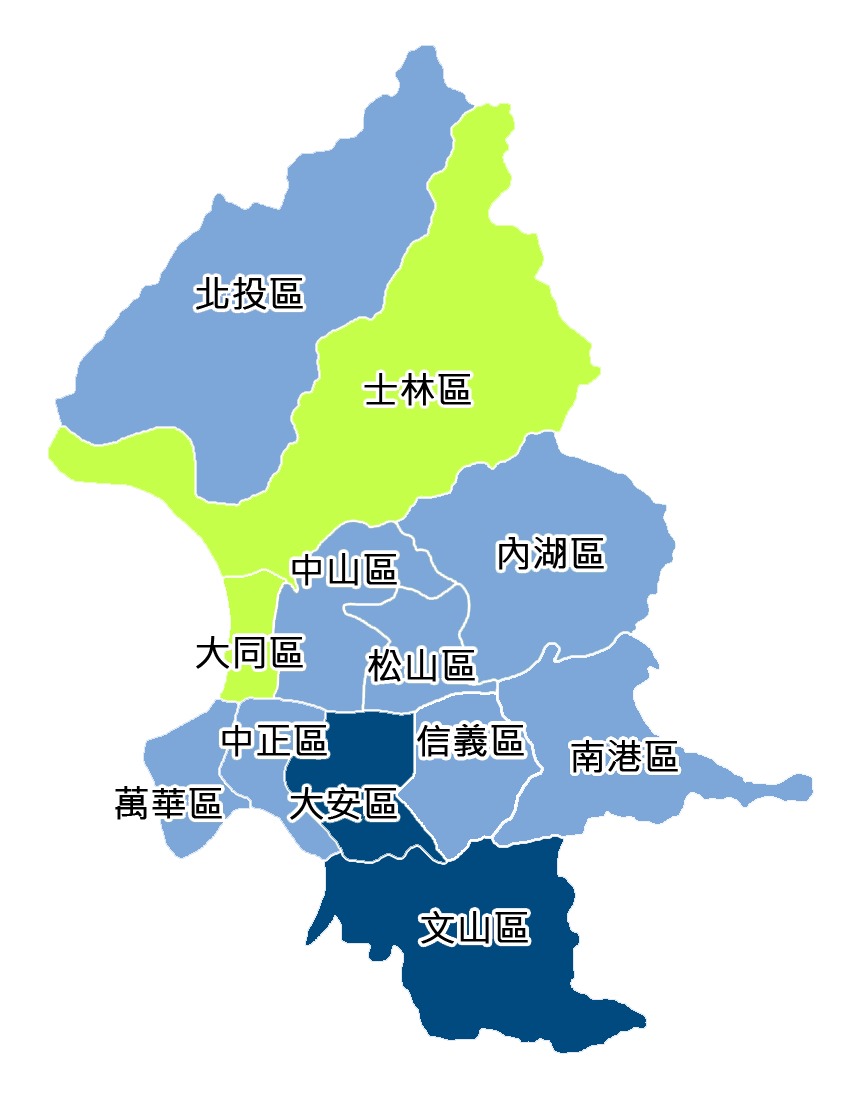
2006年中華民國臺北市市長選舉結果：
郝龍斌領先且得票率超過60%。
郝龍斌領先但得票率小於60%。
謝長廷領先但得票率小於60%。

#### 市長
雖然選前一週，馬英九密訪宋楚瑜，即馬宋會，使宋陣營及謝陣營營造「棄郝保宋」的氣氛，但經過馬英九嚴詞否認以後，郝龍斌的選情相對穩定，最後在台北市民「棄宋保郝」下，以六十九萬票勝出。而謝長廷則以老將身份出戰，加上與扁切割成功使淺綠選票迴流，使他的得票及得票率比李應元在2002年的數字高得多。宋楚瑜在2000年總統大選中，台北市得票第一，此次選舉卻僅排名第三，共得五萬多票，得票率4.14%。
| 號次 | 黨籍         | 姓名   | 得票    | 得票率 | 當選 |
| ---- | ------------ | ------ | ------- | ------ | ---- |
| 1    | 無黨籍       | 李敖   | 7,795   | 0.61%  |      |
| 2    | 台灣團結聯盟 | 周玉蔻 | 3,372   | 0.26%  |      |
| 3    | 民主進步黨   | 謝長廷 | 525,869 | 40.89% |      |
| 4    | 無黨籍       | 宋楚瑜 | 53,281  | 4.14%  |      |
| 5    | 中國國民黨   | 郝龍斌 | 692,085 | 53.81% |      |
| 6    | 無黨籍       | 柯賜海 | 3,687   | 0.29%  |      |

#### 市議員
| 政黨         | 共52席 | 共52席  | 共52席 |
| ------------ | ------ | ------- | ------ |
| 政黨         | 席次   | 得票數  | 得票率 |
| 中國國民黨   | 24     | 555,480 | 43.65% |
| 民主進步黨   | 18     | 391,674 | 30.77% |
| 新黨         | 4      | 74,752  | 5.87%  |
| 親民黨       | 2      | 88,852  | 6.98%  |
| 台灣團結聯盟 | 2      | 65,197  | 5.12%  |
| 台灣綠黨     | 0      | 5,381   | 0.42%  |
| 中國民眾黨   | 0      | 416     | 0.03%  |
| 無黨團結聯盟 | 0      | 197     | 0.02%  |
| 無黨籍及其他 | 2      | 90,908  | 7.14%  |

## 高雄市

### 政黨初選
本來高雄是綠營票倉，泛藍陣營參選的勝算不大，但自從高雄捷運外勞弊案爆發之後，民進黨支持度及聲望均受到打擊，中國國民黨表態有意參選市長的人愈來愈多，包括前立委陳學聖、立委邱毅、李全教、黃昭順、李復興及之前與謝長廷競選市長落敗的黃俊英等人。而邱毅則因為要揭爆台開弊案，退出高雄市長初選。
國民黨在第一次黨內初選中推出了票數較高的黃俊英、黃昭順進行第二次黨內初選，結果由黃俊英取得領先，獲得中國國民黨提名為高雄市長參選人。
而民主進步黨方面，原本高層屬意前代市長陳其邁出戰，但因高捷弊案爆發，陳其邁之父親陳哲男涉及在內，陳其邁辭去代市長一職，由葉菊蘭繼任。謝長廷則屬意葉菊蘭出選，不希望高雄市落在新潮流系的手中，但葉菊蘭不願出選，只傾向接受徵召。
另一可能人選前勞委會主委陳菊，任內經常走訪高雄市，並說高雄市是她的第二故鄉，屬新潮流系的她參與初選承受巨大壓力，因為高捷案涉及泰勞待遇被企業剝削，而勞委會其中職責是保障外勞權利，所以高捷案的爆發，陳菊可能要負上一定負任。但民調顯示是陳菊領先許多，謝系管碧玲放話原意重登記給葉菊蘭可以參選，但意見整合不成破局，結果管碧玲退選，陳菊得到民進黨的提名。
另外台灣團結聯盟則派出了立委羅志明參選。加上林志昇（保護台灣大聯盟）及林景元（無黨籍），形成五人競選高雄市長的場面。

### 候選人與競選過程
由於陳水扁總統的假發票核銷案，導致泛綠選情受到衝擊，黃俊英便以「實在清廉好市長」為選戰主軸與貪腐相對映。民進黨提名的陳菊則是發表文宣，宣稱「高雄好棒，陳菊接棒」，而台聯黨的羅志明以「公職起用35歲以下年輕人」為主要策略。
由於此時民進黨受到陳水扁家族陷入貪腐案而受到衝擊，使黃俊英選情在初期一度看好。然而在10月29日黃俊英競選總部成立大會上，出現主持人謝龍介口出「這個『冬瓜菊』出賣她的靈魂，出賣她的良心，出賣咱高雄市的勞工。」批評民進黨候選人陳菊的事件，給了民進黨反擊黃俊英陣營以歧視性的字眼取綽號、物化女性外表的機會。最後黃俊英本人於10月30日親赴陳菊總部送花「致意」，但已對黃俊英選情造成殺傷，使選戰出現攻防易位。
在12月3日選戰的「超級星期天」中，國民兩黨各自舉辦了「拼經濟大遊行」以及「愛在高雄、守護台灣」等活動衝選票。「拼經濟大遊行」兵分五路，並特別選在有特殊意義的下午3點19分出發，馬英九、連戰、王金平一起在台上為該黨候選人黃俊英加油；而「愛在高雄，手護台灣」則在愛河，下午5時20分開始牽手活動，陳水扁、呂秀蓮、游錫堃、蘇貞昌以及陳致中等人同台為陳菊加油。此時，高雄市選情呈現陳黃兩人機會均等的狀態，國民黨主席馬英九宣稱「三天將住在高雄市」，可見高雄選情緊繃的狀態。
12月8日晚間，陳菊陣營公布側錄影像，指控黃俊英發放走路工薪資，且已提出告訴；黃俊英則反控誣告，有誹謗之虞，這個動作引起爭議，導致黃俊英對於最終的開票結果表示不服。然而事後「走路工」古鋅酩坦承自掏腰包給每人500元「當零用錢、喝涼水」，2009年8月由最高法院依違反選罷法判處三年六個月之有期徒刑。

### 選舉結果

#### 市長

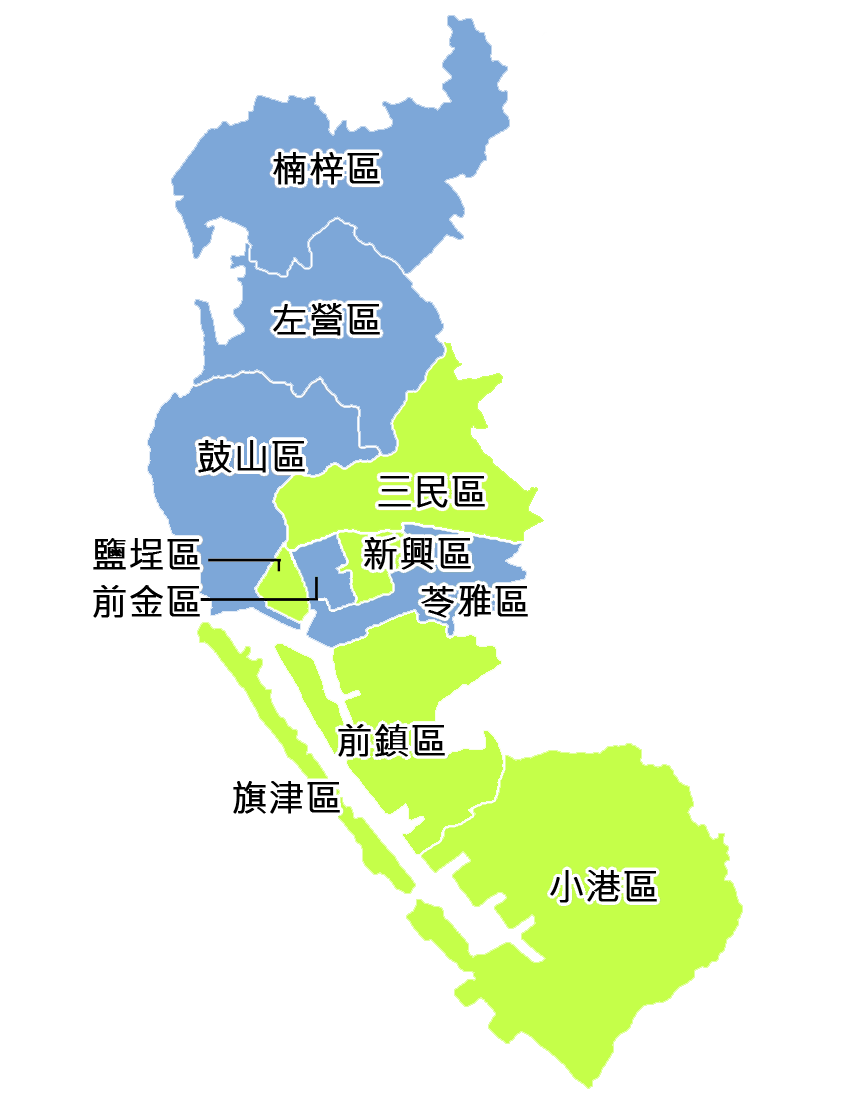
2006年中華民國高雄市市長選舉結果：
陳菊領先但得票率小於60%。
黃俊英領先但得票率小於60%。

本次選舉在雙方實力在伯仲之間，選情格外緊繃。而陳菊最終以1,114票（不足0.2%）險勝。
| 號次 | 黨籍           | 姓名   | 得票    | 得票率 | 當選 |
| ---- | -------------- | ------ | ------- | ------ | ---- |
| 1    | 中國國民黨     | 黃俊英 | 378,303 | 49.27% |      |
| 2    | 保護台灣大聯盟 | 林志昇 | 1,746   | 0.23%  |      |
| 3    | 台灣團結聯盟   | 羅志明 | 6,599   | 0.86%  |      |
| 4    | 無黨籍         | 林景元 | 1,803   | 0.23%  |      |
| 5    | 民主進步黨     | 陳菊   | 379,417 | 49.41% |      |

##### 黃俊英「走路工」賄選案
陳菊競選總部在12月8日晚間舉發，黃俊英陣營有人發放「走路工」，涉嫌賄選，並公布側錄影像，此震撼彈衝擊了黃俊英的選情。
「走路工事件」最後法院判決此賄選案，被告綽號「古意」古鋅酩幫忙動員，與綽號「黑松」蔡能祥一同發放賄款，分別判處有期徒刑3年6個月、有期徒刑9個月定讞。在經歷兩次高雄市市長敗選之後，黃俊英表示尊重司法判決，將擔任政治志工，全力輔選黨內立委及總統候選人贏得勝選。
檢方也有查出幕後指使者為「黃俊英競選總部雲林縣後援會」執行長蘇萬基、「資源回收商」總經理楊慶德，隨即對兩人開出拘票，楊慶德得知事情曝光搭機逃往香港，蘇萬基則是在律師陪同投案訊後飭回，但限制其住居。後來經檢警透過家屬聯繫，楊慶德入境高雄時遭逮捕移送，並坦承兩度出資找「古意」動員，只是不察「菊營青年軍」發給千元，通聯紀錄也未查出與菊營有關，破除了藍營「陰謀論」的說法。

#### 市議員
| 政黨           | 共44席 | 共44席  | 共44席 |
| -------------- | ------ | ------- | ------ |
| 政黨           | 席次   | 得票數  | 得票率 |
| 中國國民黨     | 17     | 272,785 | 35.95% |
| 民主進步黨     | 15     | 231,417 | 30.49% |
| 親民黨         | 4      | 51,475  | 6.78%  |
| 台灣團結聯盟   | 1      | 43,564  | 5.74%  |
| 保護台灣大聯盟 | 0      | 2,397   | 0.32%  |
| 台灣建國聯盟   | 0      | 6,915   | 0.91%  |
| 新黨           | 0      | 233     | 0.03%  |
| 無黨籍及其它   | 7      | 150,125 | 19.78% |

##### 第四選區 黃紹庭雙重國籍案
2006年12月25日，具國民黨黨籍之黃紹庭就職第七屆高雄市議員。2008年6月13日，黃紹庭在美國在台協會台北辦事處辦理放棄美國國籍，以喪失之當日生效。
2009年4月1日，媒體報導黃紹庭仍具有美國國籍。9月25日，中選會撤銷黃紹庭第七屆高雄市議員當選人名單之公告，並註銷其當選證書。理由是黃紹庭違反修正前公職人員選舉罷免法第67條之一，當選人兼具外國國籍者，應於當選後就職前放棄外國國籍之規定。但是中選會並未依法同時公告由落選之第二高票者遞補其遺缺，遭致輿論批評。10月2日，中選會討論通過由趙天麟遞補高雄市議員遺缺。2010年1月13日，行政院撤銷中選會撤銷黃紹庭市議員資格之處分，理由是「原處分機關宜善盡調查義務」。6月11日，黃紹庭被高雄地檢署依詐欺罪嫌起訴。8月17日，中選會再度撤銷黃紹庭市議員當選人名單之公告，並註銷其當選證書。

##### 第五選區 朱挺玗涉嫌賄選案
無黨籍之朱挺玗因涉嫌在選舉期間現金賄選，被市議員落選者蔡武宏提起當選無效之訴。2007年8月21日，一審宣判朱挺玗當選有效。2008年4月15日，二審改判當選無效定讞。4月29日，蔡武宏遞補第五選區議員。

## 後續效應
- 由於票數過於接近，高雄市長候選人黃俊英表示將「提出選舉無效之訴」請求驗票。
- 在台北市選舉中落敗的候選人宋楚瑜，以得票數過低的緣由，宣布退出台灣政壇，結束約30年左右的政治生涯。
- 陳水扁總統在選前稱：陈菊若胜选，他卸任后搬家至高雄。蘋果日報於2006年12月10日針對高雄縣及高雄市民眾所做的民調顯示，有40.42%的受訪者歡迎陳總統搬到高雄，而反對比例為51.05%[28]。

### 媒體計票準確性
2006年12月9日晚上，民視被眼尖的觀眾投訴，宋楚瑜的得票數一度被「衝」到五萬四千票，比宋的實際得票多了一千多張，顯然灌票過了頭。觀眾投訴指出，開票當天約17時40分，各新聞台開出宋楚瑜得票數兩萬多張時，民視卻已衝到五萬四千餘票；一小時後，各台開出四萬九千張票，民視還是五萬四千餘票；19時50分，接近選舉結果公布，民視的宋楚瑜得票竟然回頭少了一千多張，只剩五萬三千餘票。對此，民視否認並指出：「是兩套開票系統（民視開票和中選會開票）的切換誤差所致。」
另外也有觀眾質疑：2006年12月9日18時許的高雄市長各候選人得票數，各台開出陳菊票數領先，中天卻「獨家」報導黃俊英領先陳菊；在約16時30分開票不久，各台報導陳菊和黃俊英僅開出約一萬多票，三立卻暴衝到四萬多票，不過最後的結果並沒有發生錯誤。公廣集團的開票作業則顯得保守：華視完全依照中選會公告計票，在開票作業開始後的前半小時數字毫無動靜、一直保持零，直到後來才慢慢跳升。

## 國外媒體看法
- 美國《華盛頓郵報》引用美聯社報導指稱：陳菊險勝，應有助於因貪瀆案飽受批評的陳水扁拉抬地位；謝長廷雖敗選，但41%得票率遠高出預期，有利他在黨內爭取2008年總統大選提名；對馬英九而言，此次結果意味著他在2008年總統大選時，可能有場硬仗要打。
- 美國《紐約時報》特派記者指稱：陳菊此次在高雄險勝，但反對黨正在尋求重新驗票；相差甚小的得票率，加上因驗票產生的紛爭，會讓台灣政治分歧情形在未來幾週更加嚴重。
- 英國廣播公司認為：選舉結果顯示，陳水扁政府並未如許多人預期「會因貪瀆醜聞大受打擊」。
- 日本放送協會分析：民進黨在深綠的高雄險勝，陳水扁總統獲得選民的「不信任票」，陳水扁總統雖暫時擺脫危機，但對其貪瀆的嚴厲批評將繼續。
- 日本《讀賣新聞》認為：民進黨因第一夫人吳淑珍不當使用國務機要費，而陷入苦戰；高雄險勝，抑制了民進黨氣勢消退之勢。
- 日本《每日新聞》認為：民進黨守住高雄，可避免選舉結果對陳水扁政府的直接傷害。
- 日本時事通信社認為：執政黨、在野黨一勝一負，陳水扁總統暫時度過被要求下台的危機。
- 中華人民共和國國營媒體新華社及《人民日報》，仍維持一貫的低調，不作任何評論，都引述台灣媒體的報導；除較側重國民黨在台北市「大贏」之外，僅加強報導黃俊英不承認敗選。
- 香港《文匯報》認為：國民黨在高雄敗選，馬英九2008年大選之路將陷苦戰。

## 影響
- 國民黨保住台北市，使馬英九保持著參選2008年總統選舉的可能性。但未能攻破高雄市，使之面對黨內本土勢力的挑戰。以王金平為首的本土勢力，亦伺機而動。當選機會大增的高雄市卻以一千一百多票之差落敗，可見國民黨的高層及輔選幹部的輔選工作出現嚴重問題。
- 民進黨保住高雄市，使陳水扁在民進黨內的價值或影響力，可再延長一段時間至總統初選。謝長廷得到四成出乎意料的選票，雖敗猶榮。在2008年民進黨總統提名初選的力量大增，也打破泛綠「四大天王」蘇貞昌一人獨大的局面。
- 親民黨在今次選舉中，市議員的議席數目大跌，而黨主席宋楚瑜由在2000年總統大選的得票第一變成現在的得票第三。顯示泛藍有不少支持者不希望民進黨漁翁得利，還對近兩年宋楚瑜的行為厭惡。在宋楚瑜宣佈退出政壇後，親民黨逐步走向泡沫化。
- 台灣團結聯盟亦未能做成重大影響力，雖然在台北市市議員首次得到議席，但在高雄市市議員議席大跌而慘敗，使黨主席蘇進強下台。
- 新黨在台北市提名四席市議員全上，是新黨繼上屆立委選舉後的一次勝利。

## 結果
高雄地方法院於2007年6月16日下午宣判：陳菊當選無效，惟本件的受命法官就此判決亦撰寫不同意見書。就此，黃俊英表示是台灣民主的勝利一日，而陳菊在晚上的記者招待會指出是為台灣最黑暗的一日。陳菊之後提出上訴。
臺灣高等法院高雄分院於2007年11月16日下午四點做出二審定讞的宣判，就選舉無效之訴部分，維持一審判決（選舉被判決有效）；至於當選無效之訴部分，法官強調因從嚴認定選票重驗之結果，因此廢棄一審判決，駁回黃俊英所提出的當選無效之訴，陳菊當選有效。

## 外部連結
- 中央選舉委員會（页面存档备份，存于）
- 北高兩市選舉 12月9日投票（自由時報新聞報導）
- Category:2006年北高市長選舉 — Wikia 圍紀實驗室（页面存档备份，存于）